# Moutabea guianensis
Moutabea guianensis là một loài thực vật có hoa trong họ Polygalaceae. Loài này được Aubl. mô tả khoa học đầu tiên năm 1775.